# Talara mona
Talara mona là một loài bướm đêm thuộc phân họ Arctiinae, họ Erebidae.